# Kampfansage – Der letzte Schüler
Kampfansage – Der letzte Schüler ist ein Science-Fiction-Film der action concept Film- und Stuntproduktion GmbH aus dem Jahr 2005.

## Handlung
Nach einer Wirtschaftskrise Mitte des 21. Jahrhunderts verfällt Europa in einen jahrelangen Bürgerkrieg. Während alles, was die moderne Zivilisation ausmacht, zerstört wird, entdeckt ein „Soldatenkönig“ (dessen Name zwar nie erwähnt wird, aber laut Drehbuch Karnak ist) die alte Kampfkunst und stellt eine Armee auf. Er beherrscht diese aber nicht vollkommen, da die Meister ihm das Wissen verwehren, wie man zur letzten Stufe der Kampfkunst gelangt. Daraufhin beschließt er, alle Meister zu töten. Die alten Meister schreiben ihr Wissen in ein Buch nieder, welches somit zum Ziel des Soldatenkönigs wird. In seinem Größenwahn überschätzt er sich jedoch, als er dem letzten der alten Meister gegenübertritt, und wird von diesem im Kampf getötet. Bosco und Kleo, die (inzestuösen) Kinder des Soldatenkönigs, führen die aufgebaute Schreckensherrschaft ihres Vaters weiter und wollen diese mit Hilfe des Buches weiter ausbauen.
Einige Jahre später ist Jonas Klingenberg der letzte Schüler des alten Meisters, als Bosco und Kleo Jonas’ Meister umbringen und das Buch stehlen. Jonas wird dabei so schwer verletzt, dass Bosco und Kleo ihn für tot halten. Nachdem er jedoch geheilt wird, sieht Jonas es als seine Pflicht an, seinen Meister zu begraben und dann zu rächen. Er trifft dabei auf eine Gruppe von Deserteuren, welche er überreden kann, mit ihm gegen Bosco zu kämpfen. Nachdem Jonas das Buch wiedererlangt hat, versucht Bosco, ihn ausfindig zu machen, und schreckt auch nicht davor zurück, Obdachlose zu bedrohen und einzuschüchtern, um sie zu zwingen, Jagd auf Jonas zu machen. Doch dieser gewinnt sie als Mitstreiter und bildet sie im Kämpfen aus. Nachdem es jedoch einen Verräter in Jonas’ Reihen gibt, überfällt Boscos Elite-Einheit die nichtsahnenden Rebellen und nimmt Jonas’ Freund Vinzent gefangen. Bei der Rettungsaktion wird Vinzents Schwester Marie gefangen. Beide versuchen nun, Marie zu befreien. Dabei kommt es zum Kampf zwischen Jonas und Bosco, wobei Bosco zuerst seinen besten Schüler auf Jonas loslässt. Nachdem Jonas diesen besiegt hat, tritt er gegen Bosco persönlich an und tötet ihn.

## Sonstiges
Einen Gastauftritt hat Bela B, der Schlagzeuger und Sänger der Berliner Band Die Ärzte.
Das Budget des Films betrug 300 Tausend Euro.